# Опричник

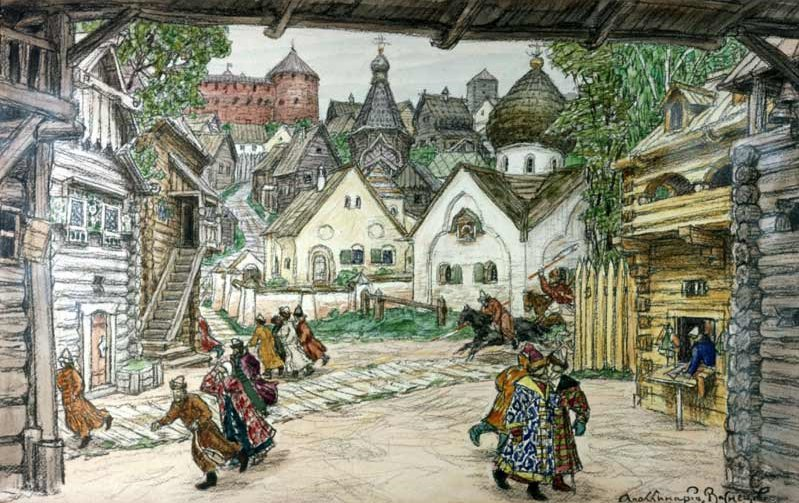
Міська вулиця: люди в паніці кидаються врозтіч від опричників. Декорації В. Васнецова до опери «Опричник» П. Чайковського, 1911 р.

Опри́чник (рос. опричник, від опричь — «опріч», «осторонь», пор. «опришки») — воїн, що перебував у лавах опричного війська, тобто репресивної гвардії, створеної московським царем Іваном Грозним у середині XVI століття.
За становим складом опричне військо було різношерстним — дрібне дворянство, бояри і навіть князі. Ознаками служіння у опричниках були собача голова і мітла, що симолізували рішучість «вигризти й вимести зраду», і справді опричники були «вірними псами» московського царя. На практиці це означало участь у репресивних заходах, які позначені великою жорстокістю, звичайною за Середньовіччя, за будь-якою підставою (достатньою підставою вважався щонайменший привід, навіть підозра, часто за навмисним наклепом) — і все заради зміцнення царської влади, боротьби з проявами опозиції, залишками удільного сепаратизму у підкорених окраїнах.
Опричники зрекалися своїх родин й приносили цареві клятву на довічну службу. Їх зовнішніми відзнаками були темний одяг, на зразок чернечих клобуків.
Найвідоміші опричники — дворянин Малюта Скуратов, боярин Олексій Басманов, князь Афанасій Вяземський.
Історик В. Б. Кобрин звертає увагу на вдалий каламбур князя А. М. Курбського, який назвав опричників «кромішниками» (рос. кромешники, кромѣшники): «пітьмою кромішньою» традиційно називали пекло, отже, слово «кромішники» можна розуміти не тільки як переклад «опричники», але й як «пекельники».